# Irenes
Irenes - Sankta Irenes,  Flicka från Thessaloniki som i slutet av 200-talet e.Kr. fängslades och brändes till döds efter att hon gömt "heliga böcker", något som kejsar Diocletianus förbjudit. Hennes systrar Agape och Chiona hade tidigare rönt samma öde.
Hon firades i äldre almanackor den 5 april.